# 2019冠状病毒病布基纳法索疫情
2019冠状病毒病布基纳法索疫情，介绍在2019新型冠狀病毒疫情中，在布基纳法索发生的情况，可能无法涵盖所有及时的事件。

## 时间轴

### 3月
2020年3月9日，该国首次确诊两例新冠肺炎病例。两人是一对夫妇，妻子最近有法国旅行史，在首都瓦加杜古一家医院接受治疗。
3月13日，该国新增1例确诊病例，为前两例接触者。
3月14日，该国累计报告7例确诊病例。
3月15日，新增确诊8例，累计确诊15例。
3月16日，新增确诊5例，累计确诊20例。国内所有学校关闭。
3月18日，新增确诊7例，累计确诊27例。同日报告首例死亡病例，为62岁女性，患有糖尿病。
3月19日，新增确诊6例，累计确诊33例：31例位于首都瓦加杜古，1例位于第二大城市博博迪烏拉索，1例位于洪代。
3月20日，新增确诊7例，累计确诊40例；首次报告4例治愈病例；新增2例死亡病例。
3月21日，新增确诊24例，其中瓦加杜古19例，博博迪乌拉索2例，博罗莫2例，代杜古1例。稍晚又出现11例确诊病例，累计确诊75例；新增1例死亡。
3月22日，累计确诊75例，其中四名部长确认感染，这四名部长是：外交部长阿尔法·巴里、矿业部长奥马鲁·伊达尼、教育部长斯坦尼斯拉斯·瓦罗和内政部长西梅翁·萨瓦多戈。此外，四名病例治愈（包括最初确诊的一对夫妇）。美国驻布基纳法索大使安德鲁·杨（Andrew Young）确认感染。另有5名死亡病例。
3月23日，新增确诊24例，累计确诊99例。商业、工业和手工业部部长哈鲁纳·卡博雷确诊感染，为该国第5位确诊的部长。
3月24日，新增确诊15例，累计确诊114例；累计4例死亡，5例康复。
3月25日，新增确诊32例，累计确诊146例；累计7例死亡，10例康复。
3月26日，新增确诊6例，累计确诊152例；累计7例死亡，10例康复。
3月27日，新增确诊28例，累计确诊180例；累计9例死亡，12例康复。
3月28日，新增确诊27例，累计确诊207例；累计11例死亡，21例康复。交通、城市疏导和道路安全部部长樊尚·廷宾迪·达比古（Vincent Timbindi Dabilgou）确诊感染，为该国第6位确诊的部长。
3月29日，新增确诊15例，累计确诊222例；累计12例死亡，23例康复。
3月30日，新增确诊24例，累计确诊246例；累计12例死亡，31例康复。
3月31日，新增确诊15例，累计确诊261例；累计14例死亡，32例康复。

### 4月
4月1日，新增确诊21例，累计282例；累计16例死亡，46例康复。
4月2日，新增新确诊6例，累计288例。新增4例治愈，累计治愈50例；累计死亡16例。
4月3日，新增新确诊14例，累计302例。新增1例治愈，核减昨日3例治愈，累计治愈48例。
4月4日，新增新确诊16例，累计318例。新增18例治愈，累计治愈66例。
4月5日，新增新确诊27例，累计345例。新增24例治愈，累计治愈90例；新增死亡1例，累计死亡17例。
4月6日，新增新确诊19例，累计364例。新增18例治愈，累计治愈108例；新增死亡1例，累计死亡18例。
4月7日，新增新确诊20例，累计384例。新增19例治愈，累计治愈127例；新增死亡1例，累计死亡19例。
4月8日，新增新确诊30例，累计414例。新增7例治愈，累计治愈134例；新增死亡4例，累计死亡23例。
4月9日，新增新确诊29例，累计443例。新增12例治愈，累计治愈146例；新增死亡1例，累计死亡24例。
4月10日，新增新确诊5例，累计448例。新增3例治愈，累计治愈149例；新增死亡2例，累计死亡26例。
4月11日，新增新确诊36例，累计484例。新增6例治愈，累计治愈155例；新增死亡1例，累计死亡27例。
4月12日，新增新确诊13例，累计497例。新增6例治愈，累计治愈161例。
4月13日，新增新确诊18例，累计515例。新增9例治愈，累计治愈170例；新增死亡1例，累计死亡28例。共有307例患者正在接受治疗。
4月14日，新增新确诊13例，累计528例。新增7例治愈，累计治愈177例；新增死亡2例，累计死亡30例。共有321例患者正在接受治疗。
4月15日，新增新确诊14例，累计542例。新增49例治愈，累计治愈226例；新增死亡2例，累计死亡32例。共有284例患者正在接受治疗。
4月16日，新增新确诊4例，累计546例。新增31例治愈，累计治愈257例。共有257例患者正在接受治疗。决定自27日起境内强制佩戴口罩；政府部长以上高级官员根据职级将放弃1至6月不等的薪酬，资金将被捐给卫生应急响应中心。
4月17日，新增新确诊11例，累计557例。新增37例治愈，累计治愈294例；新增死亡3例，累计死亡35例。共有228例患者正在接受治疗。
4月18日，新增新确诊8例，累计565例。新增治愈病例27例，累计治愈321例；新增死亡1例，累计死亡36例。共有208例患者正在接受治疗。
4月19日，新增新确诊11例，累计576例。新增治愈17例，累计治愈338例。共有202例患者正在接受治疗。
4月20日，新增新确诊5例，累计581例。新增治愈19例，累计治愈357例；新增死亡2例，累计死亡38例。共有186例患者正在接受治疗。
4月21日，新增新确诊19例，累计600例。新增治愈5例，累计治愈362例。共有200例患者正在接受治疗。
4月22日，新增新确诊9例，累计609例。新增治愈27例，累计治愈389例；新增死亡1例，累计死亡39例。共有181例患者正在接受治疗。
4月23日，新增新确诊7例，累计616例。新增治愈21例，累计治愈410例；新增死亡2例，累计死亡41例。共有165例患者正在接受治疗。
4月24日，新增新确诊13例，累计629例。新增治愈15例，累计治愈425例。共有163例患者正在接受治疗。
4月26日，新增新确诊3例，累计632例。新增治愈11例，累计治愈453例；新增死亡1例，累计死亡42例。共有137例患者正在接受治疗。
4月27日，新增新确诊3例，累计635例。新增治愈16例，累计治愈469例。决定从5月11日起逐步恢复教学活动，5月11日起高等院校、培训机构及毕业班复课，5月25日起普通班级复课。
4月28日，新增新确诊3例，累计638例。新增治愈7例，累计治愈476例。
4月29日，新增新确诊3例，累计641例。新增治愈22例，累计治愈498例；新增死亡1例，累计死亡43例。
4月30日，新增新确诊4例，累计645例。新增治愈8例，累计治愈506例。

### 5月
5月1日，新增新确诊4例，累计649例。新增治愈11例，累计治愈517例；新增死亡1例，累计死亡44例。
5月2日，新增新确诊3例，累计652例。新增治愈18例，累计治愈535例；。
5月3日，新增新确诊10例，累计662例。新增治愈5例，累计治愈540例；新增死亡1例，累计死亡45例。
5月4日，新增新确诊10例，累计672例。新增治愈5例，累计治愈545例；新增死亡1例，累计死亡46例。
5月5日，新增新确诊16例，累计688例。新增治愈3例，累计治愈548例；新增死亡2例，累计死亡48例。
5月6日，新增新确诊41例，累计729例。新增治愈7例，累计治愈555例。
5月7日，新增新确诊7例，累计736例。新增治愈病例7例，累计治愈562例。
5月8日，新增新确诊8例，累计744例。新增治愈病例4例，累计治愈566例。
5月9日，新增新确诊4例，累计748例。新增治愈病例3例，累计治愈569例。
5月10日，新增新确诊3例，累计751例。新增治愈病例9例，累计治愈578例；新增死亡1例，累计死亡49例。
5月11日，新增新确诊9例，累计760例。新增治愈7例，累计治愈585例；新增死亡1例，累计死亡50例。
5月12日，新增新确诊6例，累计766例。新增治愈4例，累计治愈588例；新增死亡1例，累计死亡51例。
5月13日，新增新确诊7例，累计773例。新增治愈4例，累计治愈592例。
5月15日，新增新确诊7例，累计780例。新增治愈3例，累计治愈595例。
5月16日，新增新确诊2例，累计782例。新增治愈9例，累计治愈604例。